# Ofrecimiento

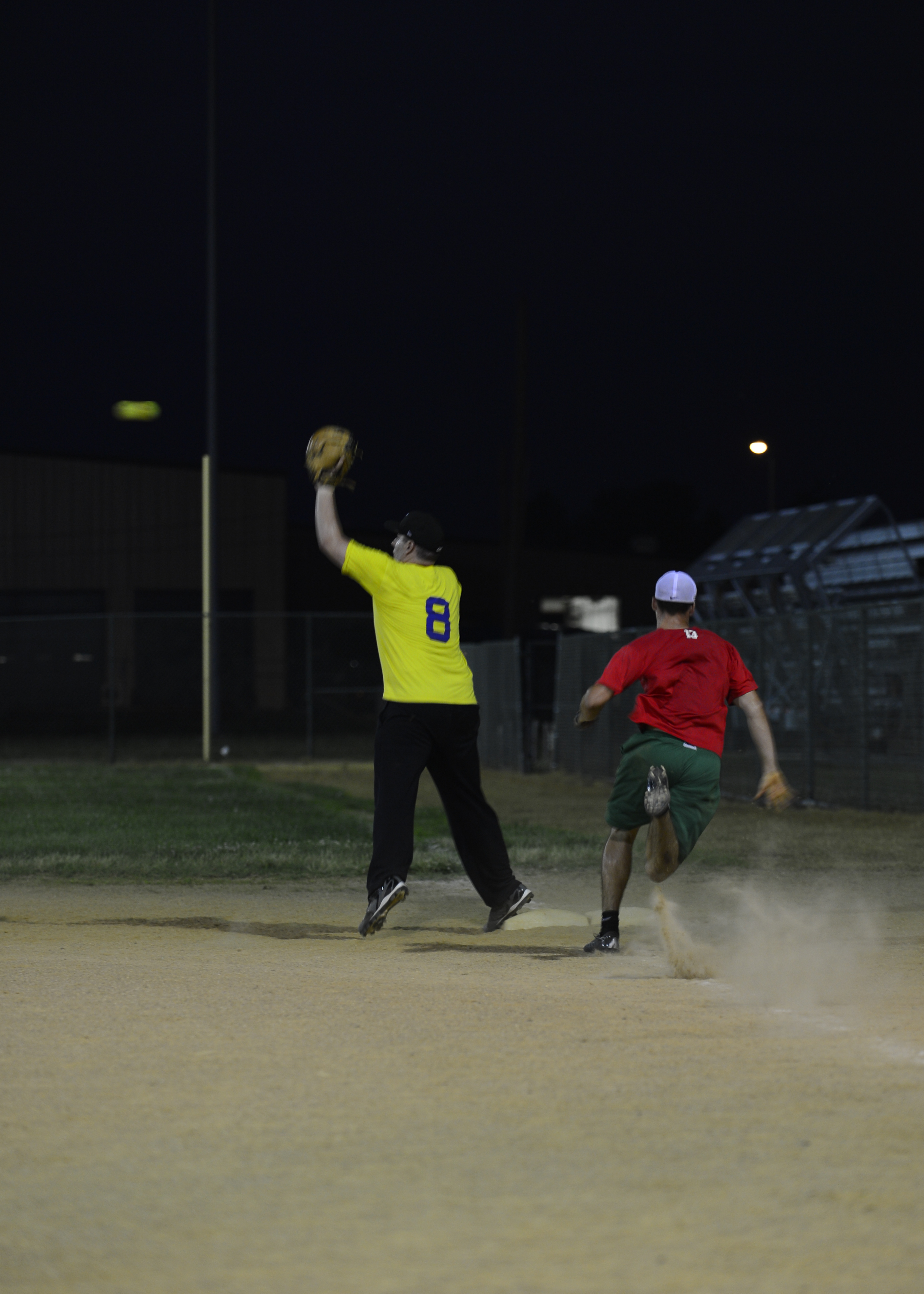
Jugador atrapando una pelota

En psicología cognitiva y de la percepción, un ofrecimiento es el conjunto de estímulos mediante los que un objeto proporciona a un organismo (agente) la oportunidad de realizar una acción. Por ejemplo, la forma de un picaporte ofrece a las personas las acciones de girar y empujar, mientras que un cordón ofrece la acción de tirar. El nombre proviene del neologismo inglés "affordance", y también se conoce como enacción o enactivación.[cita requerida]
El ofrecimiento es por tanto el significado que un ser vivo puede extraer de un entorno u objeto con respecto a las posibles formas de utilizar el mismo. Se define como una relación entre el objeto y el agente, no como una propiedad del propio agente ni del objeto. Un ejemplo claro es la relación entre el jugador y la pelota en el aire, donde el jugador percibe la pelota como capturable, es la propiedad relacional de capturabilidad del objeto.
La definición original del psicólogo James J. Gibson describía todas las acciones que son físicamente posibles. El significado evolucionó para describir solo aquellas posibilidades de acción de las que el agente es consciente. Algunos definen el ofrecimiento como un recurso potencial para soportar los procesos biológicos de una especie animal. El término también se usa en el contexto de la Interacción persona-ordenador (IPO), popularizado por Donald Norman para indicar la facilidad de descubrir las acciones posibles en una interfaz de usuario.

## Como posibilidades de acción existentes
El psicólogo James J. Gibson introdujo originalmente el término en su artículo de 1977 "Teoría de los ofrecimientos estimulares" y lo exploró más a fondo en su libro "The Ecological Approach to Visual Perception" (Aproximación Ecológica a la Percepción Visual) en 1979. Define ofrecimiento como todas las "posibilidades de acción" latentes en el entorno, objetivamente medibles e independientes de que el individuo las reconozca como acciones posibles, pero siempre en relación con agentes y por tanto dependientes de sus capacidades. Por ejemplo, un conjunto de escalones de un metro de altura no permite la acción de subir si el agente es un niño gateando. La definición de Gibson es la prevalente en psicología cognitiva.

## Como posibilidades de acción percibidas
En 1988, Donald Norman se apropió del término affordance en el contexto de la interacción persona-ordenador para referirse solo a aquellas posibilidades de acción que son fáciles de percibir por un agente. A través de su libro The Design of Everyday Things, esta interpretación se popularizó en los campos de la IPO y el diseño de interacción.
Norman hace que el concepto dependa no sólo de las capacidades físicas del agente, sino también de los objetivos del agente, sus planes, valores, creencias, y experiencias pasadas. Si un agente entra una habitación con un sillón y una pelota de sóftbol, la definición original de Gibson de ofrecimientos incluye las acciones de lanzar la silla y sentarse en la pelota, porque esto es objetivamente posible. La definición de Norman de ofrecimientos percibidos contempla la alta probabilidad de que el agente se siente en el sillón y lance la pelota.
Los ofrecimientos según Norman "sugieren" cómo se puede interaccionar con un objeto. Por ejemplo, la forma y tamaño de una pelota caben obviamente en una mano humana promedio, y su densidad y textura la hacen perfecta para ser lanzada. El usuario también puede tener experiencias pasadas relacionadas con objetos similares (pelotas de béisbol, por ejemplo) cuando se encuentra con un nuevo ofrecimiento.

## Affordances falsas
William Gaver clasifica los ofrecimientos (affordances) en tres categorías: falsas, ocultas y perceptibles.
- Si un ofrecimiento no se implementa correctamente, el usuario podrá sentirse confuso y creerá que es capaz de realizar acciones que realmente no puede. Este tipo de ofrecimiento se conoce como false affordance y consiste, básicamente, en que un elemento parece que es interactivo cuando realmente no lo es. Esto provoca errores que se podrían haber evitado, frustrando y confundiendo al usuario. Un buen ejemplo de false affordance es un botón placebo. Se debe vigilar que ningún elemento no interactivo resalte tanto como los que sí que lo son y, de este modo, no haga dudar al usuario.
- Una hidden affordance consiste en que el usuario no percibe el ofrecimiento a pesar de que existe la posibilidad de realizar acciones. Para corregirlas se puede hacer que llamen más la atención y/o cambiar su disposición para que resalten más.
- Para que un ofrecimiento sea perceptible, tiene que haber información disponible de tal forma que el usuario la perciba y pueda actuar sobre el ofrecimiento existente. Esto significa que, cuando los ofrecimientos son perceptibles, ofrecen un vínculo directo entre la percepción y la acción y, cuando los ofrecimiento están ocultos o son falsos, pueden ocasionar errores y malentendidos.